# Kvarlåtenskap
Kvarlåtenskap, egendom som tillhört en avliden person.  Kvarlåtenskapen fördelas i arv. 
Arvinges del av avlidens kvarlåtenskap kallas arvslott.
Hur stor del av hela kvarlåtenskapen som utgör vardera bröstarvinges arvslott beror på hur många bröstarvingar det finns i dödsboet. Finns det till exempel 2 bröstarvingar består arvslotten av 1/2 av hela kvarlåtenskapen. Om någon av dessa bröstarvingar har avlidit går dennes del av kvarlåtenskapen till dennas arvingar. Om den avlidne bröstarvingen har till exempel 2 arvingar får vardera arvinge 1/4 av hela kvarlåtenskapen.